# آکادمی و بازیکنان ذخیره باشگاه فوتبال منچستر یونایتد
آکادمی و ذخیره‌های باشگاه فوتبال منچستر یونایتد (به انگلیسی: Manchester United Football Club Reserves) تیم دوم باشگاه فوتبال منچستر یونایتد است. این تیم در لیگ برتر فوتبال آکادمی انگلستان بازی می‌کند. از سال ۱۹۹۹ که این لیگ تأسیس شد، آن‌ها ۴ بار در سال‌های ۲۰۰۲،۲۰۰۵،۲۰۰۶ و ۲۰۱۰ قهرمان این لیگ شدند.
مربی کنونی این تیم نیکی بات می‌باشد.
از بازیکنانی که در این تیم رشد کرده‌اند می‌توان به رایان گیگز، گری نویل، فیل نویل، دیوید بکام، پل اسکولز، عدنان یانوزای، جرارد پیکه، دنی ولبک، پل پوگبا، مارکوس راشفورد و میسن گرینوود اشاره کرد.